# Новейшие судьбы одного диковинного человека
«Новейшие судьбы одного диковинного человека» или «Новейшие сведения об одном искателе приключений» — неоконченное произведение немецкого писателя Эрнста Теодора Амадея Гофмана, задуманное как продолжение сказочной новеллы Людвига Тика «Абрагам Тонелли».
«Новейшие судьбы» были впервые опубликованы после смерти автора, в 1823 году. В изображении Гофмана герой Тика превратился из предполагаемого бюргера, благодушного толстяка, в «вечного студента». Существует предположение, что писатель хотел создать пародийное повествование, но понял, что у него получится только подражание, и поэтому бросил свою затею.